# Rodès
Rodès (catalano: Rodés) è un comune francese di 625 abitanti situato nel dipartimento dei Pirenei Orientali nella regione dell'Occitania.

## Società

### Evoluzione demografica
Abitanti censiti